# Porcellana lillyae
Porcellana lillyae is een tienpotigensoort uit de familie van de Porcellanidae. De wetenschappelijke naam van de soort is voor het eerst geldig gepubliceerd in 2000 door Lemaitre & Campos.